# Boicot de 2018 en Marruecos
El boicot de 2018 en Marruecos designa una campaña de boicot nacida en las redes sociales contra tres empresas acusadas de cobrar precios excesivos. 

## Precedentes y desarrollo del boicot
En 2014 y 2016, dos campañas de boicot marcaron la vida política y económica de Marruecos. Estos dos precedentes habían sido utilizados con fines políticos por Abdelilah Benkirán, entonces ex primer ministro del reino y secretario general del Partido Justicia y Desarrollo, de corte islamista.
Después de una gran campaña de agitación en las redes sociales, el 20 de abril de 2018, una publicación de Facebook lanzó el inicio del boicot. Tres marcas estuvieron en el punto de mira: 
- Centrale Danone, especialista en productos lácteos con una cuota de mercado del 60%, y que había aumentado los precios de ciertos productos.
- Afriquia, que administraba el 39% del mercado marroquí de distribución de combustible y está en manos de Aziz Akhenouch, entonces Ministro de Agricultura y Pesca Marítima.
- Sidi Ali, que representa más de la mitad del mercado marroquí de agua mineral.[3]

Después de algunas semanas de boicot, se añadieron al boicot las sardinas, cuyo precio había aumentado considerablemente durante el período del Ramadán.
Según una encuesta del periódico marroquí L'Économiste, el 42% de la población había secundado el boicot.

## Acusaciones de instrumentalización
Rápidamente, parte de la prensa marroquí cuestionó la espontaneidad del movimiento y sospechó de una campaña de manipulación masiva a través de la difusión de noticias falsas y el anonimato de las cuentas desde las que se difundía la llamada al boicot.
En septiembre de 2019, un estudio publicado por el think tank École de pensée sur la guerre économique (EPGE) presentó un informe sobre la organización antes del boicot, la financiación de su presencia en las redes sociales (astroturfing), así como el papel de los partidarios del partido islamista Justicia y Caridad.

## Impacto económico
Las consecuencias económicas fueron significativas para las marcas seleccionadas. Centrale Danone registró una pérdida de ventas del 40% en el segundo trimestre de 2018 y luego del 35% en el tercer trimestre.
Los empleados de Centrale Danone se manifestaron frente al Parlamento de Marruecos en junio de 2018 para resaltar los riesgos para sus trabajos debido al peso del boicot en las ventas de la marca.
Por su parte, Sidi Ali registró una pérdida del 88% de su facturación en el primer semestre.